# Hans Tussmann

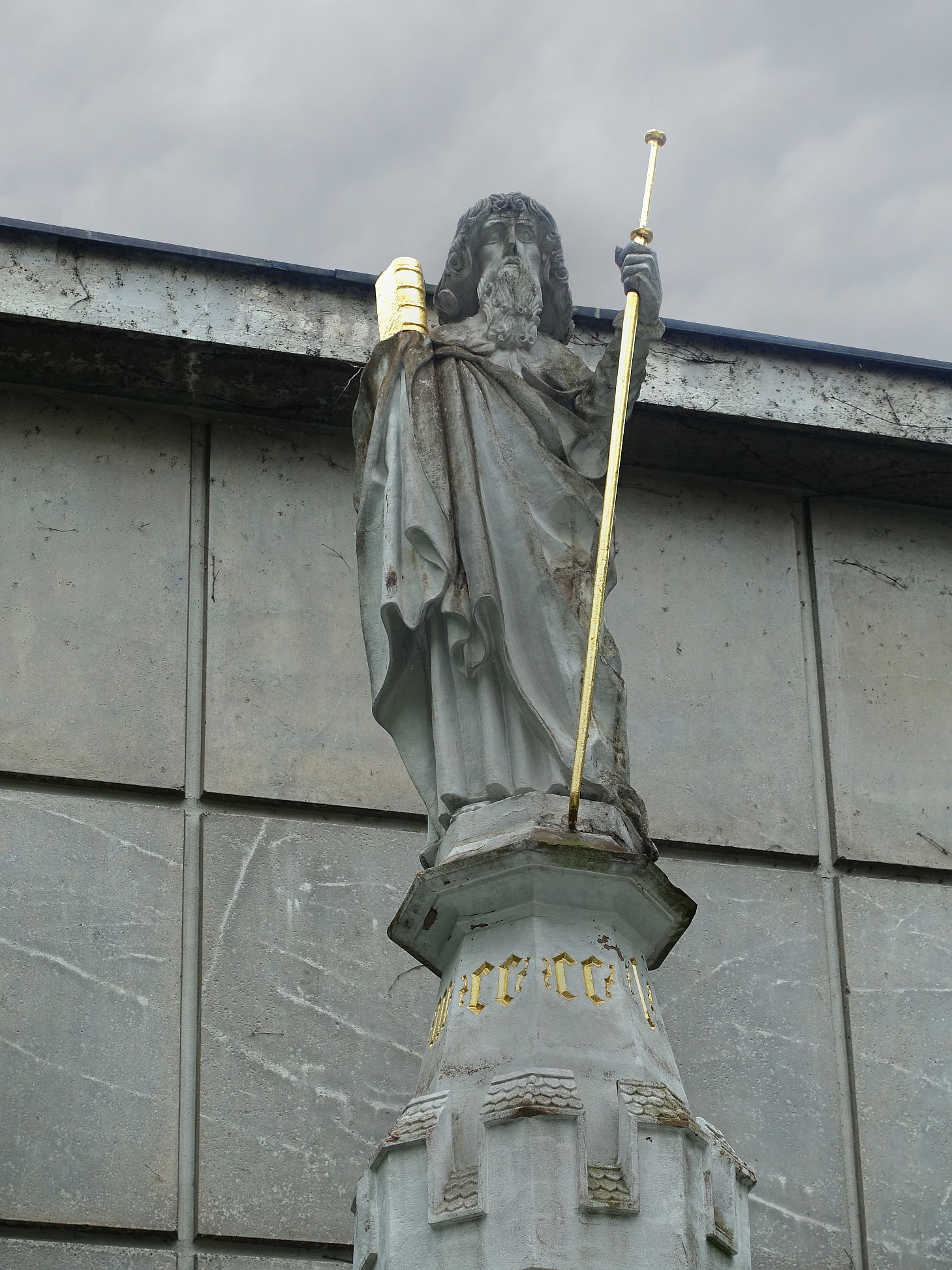
Brunnenfigur des heiligen Jakob (Kopie), Basel

Hans Tussmann (* um 1420 in Freiburg im Breisgau; † um 1489, wohl in Solothurn) war ein Schweizer Bildhauer, Bildschnitzer und Fassmaler.

## Leben und Wirken

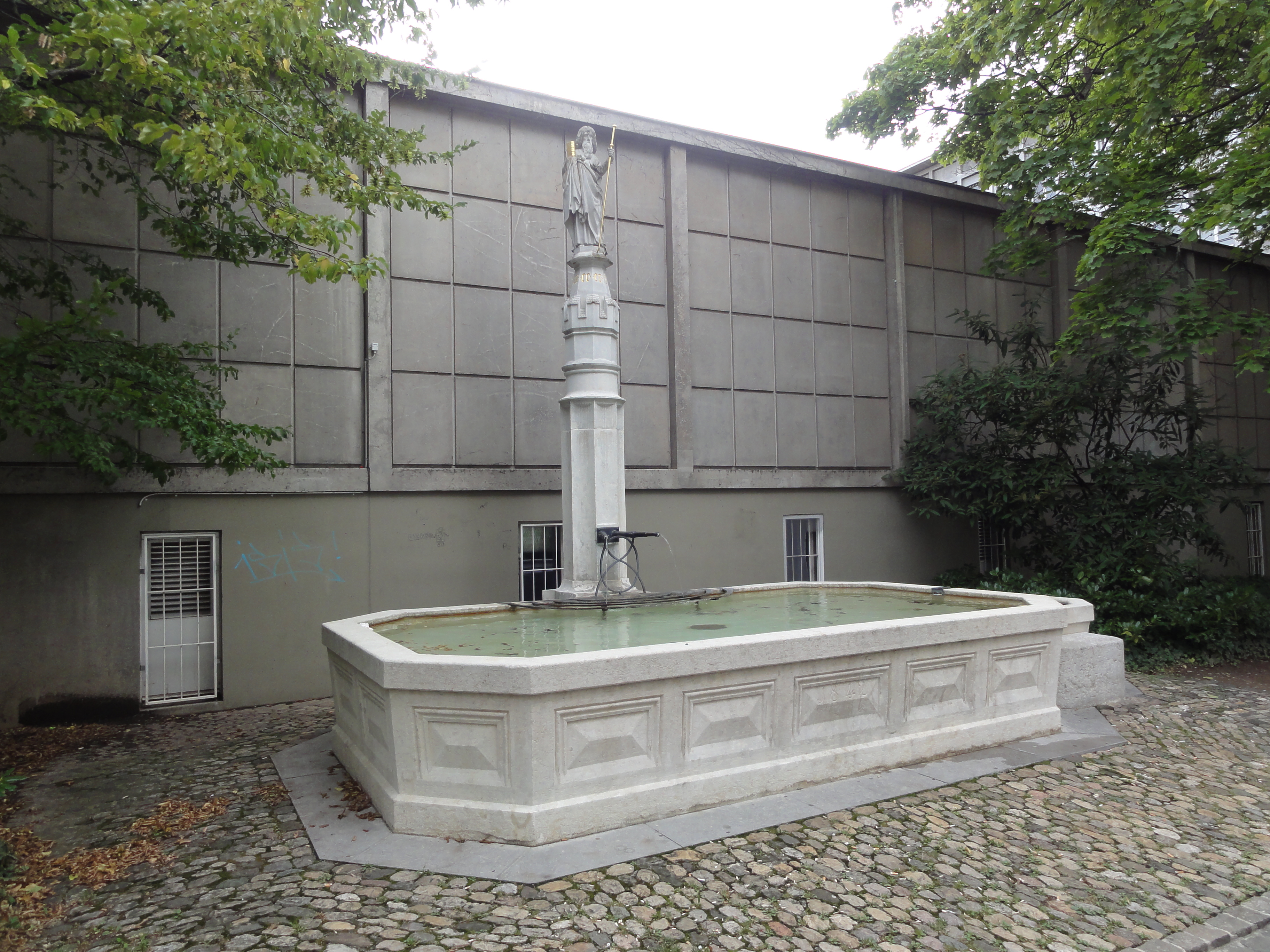
Basler Jakobsbrunnen, mit Kopie der Tussmanschen Figur

Hans Tussmann (auch Dussmann, Duschmann, Duss) war von 1442 bis 1444 in Ulm und 1453 in Freiburg im Breisgau tätig. 1453 fand er in Basel Aufnahme in der Himmelzunft und drei Jahre später in der Spinnwetternzunft. Bis 1459 ist er in Basel fassbar. Hier lebte er vermutlich mit dem Maler Hans Heinrich von Schlettstadt in einer Werkstattgemeinschaft, da dieser 1456 eine Schuldforderung an den Bildhauer geltend machte. Er schuf hier unter anderem die Brunnenfigur des Jakobsbrunnens (Original heute im Historischen Museum Basel). 1459 liess er sich Solothurn nieder, wo er bis 1489 nachweisbar ist.